# Lampás

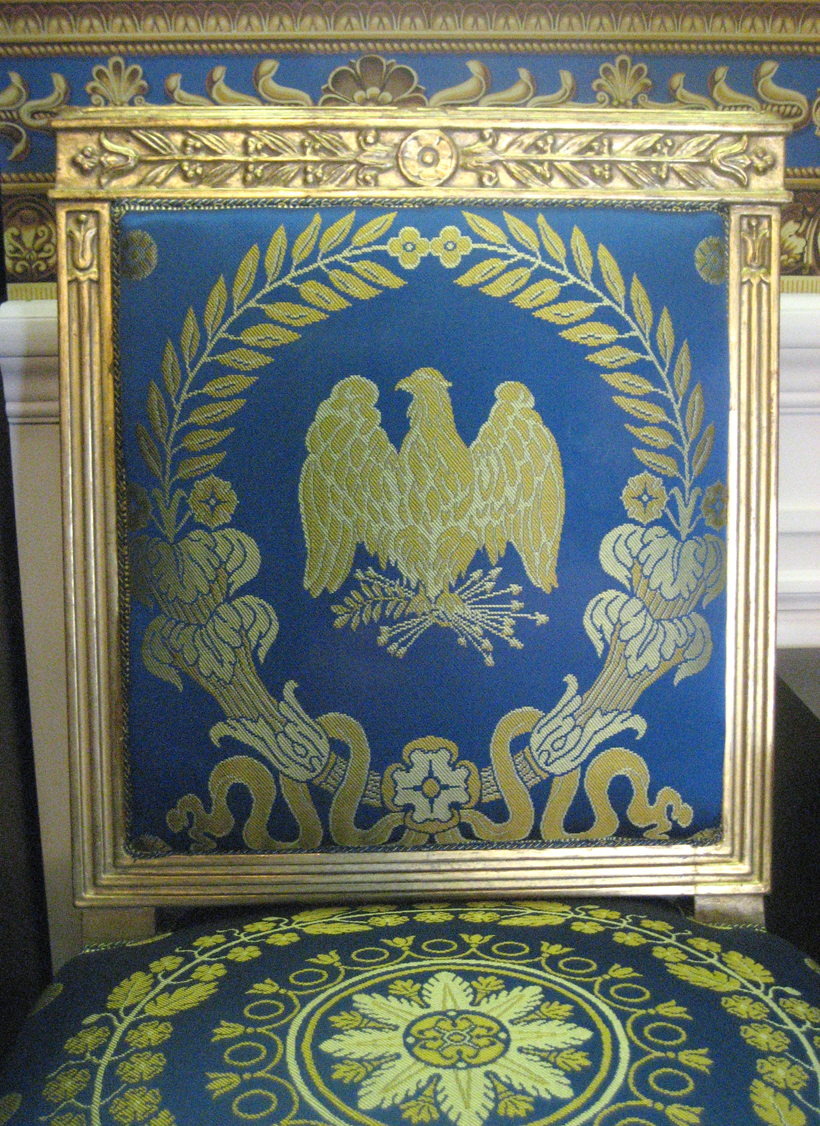
Tejido de lampás en una tapicería de la Casa Blanca.

El lampás o lampazo es una tela exclusivamente destinada a tapizar muebles y habitaciones, y también para colgaduras, que tiene fondo de raso y dibujos de dos tramas o sea dos colores. 
Los efectos de trama que forman un tejido de punto asargado muy sólido y el raso del fondo hecho con cinco lizos son dos circunstancias que evitan la facilidad de que el roce descomponga dicho tejido constituyéndole así en uno de los más fuertes de su clase. Sus dibujos son de mucho efecto y regularmente representan flores, arabescos, medallones y listas y están combinados de manera que pueden utilizarse presentando muy buen efecto para asientos y respaldos de sillas.

## Estructura
Requiere de dos urdimbres, una para el tejido de fondo, que puede ser satinado, lienzo o sarga, y una encuadernación que sirve para detener las tramas que crean el diseño (ya sean rectificadas, brocadas o fundidas).  Se utiliza principalmente en tapizados de cortinas, colchas, revestimientos. 

## Lampás brochado

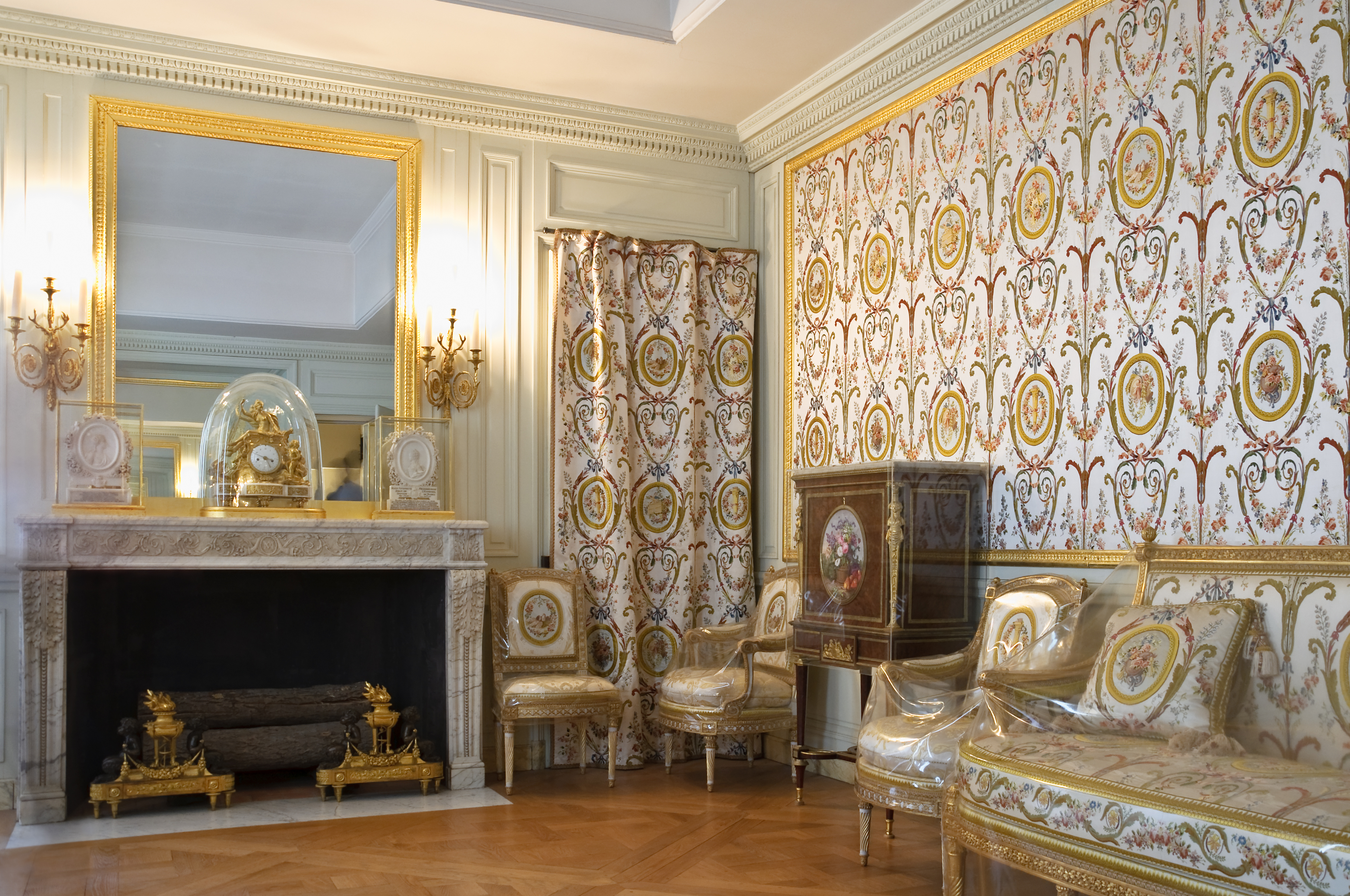
Lampás brochado en la sala de billar del pequeño departamento de la reina, Palacio de Versalles.

Es un tejido de iguales condiciones a las del anterior respecto al fondo pero con la circunstancia de tener en el centro de los medallones o intercalados entre los arabescos, preciosos ramos de flores espolinadas imitando las naturales con tanta riqueza de colorido que más bien que un tejido parece una pintura. Asimismo se combinan también entre el dibujo para el consumo particular toda clase de alegorías, como escudos de armas y emblemas. Este tejido se diferencia de las antiguas tapicerías en que la parte brochada es, como los demás efectos de trama, de punto asargado con lo cual queda ligado de una manera sumamente sólida a pesar de formar basta por el revés tan solo en la parte brochada.